# Apodiformes
Els apodiformes (Apodiformes) són un ordre d'ocells de distribució cosmopolita que actualment comprèn espècies de dimensions petites o molt petites repartides en tres famílies vives, aparentment molt diferents: 
- Família dels apòdids (Apodidae), que agrupa els falcillots i les salanganes.
- Família dels hemipròcnids (Hemiprocnidae), amb els falciots arboris.
- Família dels troquílids (Trochilidae), que comprén els colibrís.

Els apodiformes es classifiquen en 126 gèneres i 438 espècies. Les famílies Aegialornithidae i Jungornithidae també pertanyen a aquest ordre d'ocells, però són extintes avui dia.
Tenen les potes molt curtes i els peus diminuts, la qual cosa els dificulta la marxa (de fet, no peonen mai, però són excel·lents voladors). Tenen les ales molt desenvolupades i llargues. Amb les ungles dels peus, llargues i corbades, s'arrapen als objectes quan descansen.